# Incilius fastidiosus
Incilius fastidiosus is een kikker uit de familie padden (Bufonidae). De soort werd voor het eerst wetenschappelijk beschreven door Edward Drinker Cope in 1875. Oorspronkelijk werd de wetenschappelijke naam Cranopsis fastidiosus gebruikt.

## Verspreiding en habitat
De kikker komt voor in delen van Midden-Amerika aan beide zijden van de Cordillera de Talamanca, een bergketen in Costa Rica en het westen van Panama, tussen de 760 en 2100 meter hoogte boven zeeniveau.

## Bedreigingen
Incilius fastidiosus wordt met uitsterven bedreigd, onder meer door de schimmelziekte chytridiomycose. De soort is momenteel door de IUCN als kritiek geclassificeerd.
De aantallen van de kikker zijn sinds de jaren negentig sterk achteruit gegaan. Zo was de soort in 1993 nog algemeen in Las Tablas bij Internationaal park La Amistad, maar werd het een jaar later niet meer waargenomen. Er zijn momenteel geen bekende restpopulaties, waardoor de soort als mogelijk uitgestorven wordt beschouwd.